# Leucosolenia lucasi
Leucosolenia lucasi är en svampdjursart som beskrevs av Arthur Dendy 1891. Leucosolenia lucasi ingår i släktet Leucosolenia och familjen Leucosoleniidae.
Artens utbredningsområde är havet kring Australien. Inga underarter finns listade i Catalogue of Life.